# 譚偉文
譚偉文（葡萄牙語：Tam Vai Man，1960年—），曾任澳門特別行政區政府民政總署管理委員會主席，前任環境保護局局長。現任澳門特区运输工务司司长。

## 學歷
- 台灣成功大學土木工程學士。
- 中山大學公共行政碩士。
- 澳門大學土木工程碩士（環境及水力工程專業）。

## 簡歷
曾於台灣及澳門工程顧問公司擔任結構工程師及項目工程師。1988年進入前澳門市政廳，曾任職市政工程部、衛生清潔部、環保綠化部等部門。2002年被委任為民政總署管理委員會委員，2003年3月擔任管理委員會副主席，2007年5月被委任為民政總署管理委員會主席。
2016年3月2日獲委任為環境保護局局長。
2017年9月20日以臨時代理方式兼任地球物理暨氣象局局長，為期一年。
2024年11月30日，獲委任為第六屆澳門特區行政區政府運輸工務司司長。